# Liste der Monuments historiques in Savigny-sous-Mâlain
Die Liste der Monuments historiques in Savigny-sous-Mâlain führt die Monuments historiques in der französischen Gemeinde Savigny-sous-Mâlain auf.

## Liste der Immobilien
| Bezeichnung       | Beschreibung                                                                                               | Standort               | Kennzeichnung | Schutzstatus | Datum | Bild           |
| ----------------- | --- | ---------------------- | ------------- | ------------ | ----- | -------------- |
| Kirche St-Antoine | aus dem 14. Jahrhundert; mit Wandgemälden des 16. Jahrhunderts; zugehörig: Friedhofskreuz, 16. Jahrhundert | Rue de l’Eglise (Lage) | PA00112660    | Inscrit      | 1950  | weitere Bilder |

## Liste der Objekte
| Bezeichnung                                         | Beschreibung                                                                            | Standort                              | Kennzeichnung | Schutzstatus | Datum | Bild |
| --------------------------------------------------- | --------------------------------------------------------------------------------------- | ------------------------------------- | ------------- | ------------ | ----- | ---- |
| Grabstein für Antoine de Sercey                     | Kalkstein, bezeichnet 1557                                                              | in der Kirche St-Antoine (Lage)       | PM21002168    | Classé       | 1907  |      |
| Skulptur Heiliger Bernhard                          | Kalkstein, farbig gefasst, 15. Jahrhundert                                              | in der Kirche St-Antoine (Lage)       | PM21002169    | Classé       | 1919  |      |
| Skulptur Heiliger Stefan                            | Kalkstein, farbig gefasst, 15. Jahrhundert; im Stil von Claus Sluter und Claus de Werve | in der Kirche St-Antoine (Lage)       | PM21002170    | Classé       | 1919  |      |
| Drei Skulpturen: Pietà, Maria Magdalena und Stifter | Kalkstein, farbig gefasst, erste Hälfte des 16. Jahrhunderts                            | außen an der Kirche St-Antoine (Lage) | PM21002171    | Classé       | 1919  |      |
| Grabstein für Guillaume Salbert und seine Frau      | Kalkstein, 15. Jahrhundert                                                              | in der Kirche St-Antoine (Lage)       | PM21002172    | Classé       | 1919  |      |
| Skulptur Johannes der Täufer                        | Marmor, 15. Jahrhundert                                                                 | in der Kirche St-Antoine (Lage)       | PM21002173    | Classé       | 1919  |      |
| Skulptur Heiliger Antonius der Große                | Holz, farbig gefasst, 17. Jahrhundert                                                   | in der Kirche St-Antoine (Lage)       | PM21002174    | Classé       | 1919  |      |
| Kollektenschale                                     | Kupfer, 16. Jahrhundert                                                                 | in der Kirche St-Antoine (Lage)       | PM21002175    | Classé       | 1919  |      |
| Gemälde Heilige Familie                             | Ölfarbe auf Leinwand, 17. Jahrhundert; nach Federico Barocci                            | in der Kirche St-Antoine (Lage)       | PM21002177    | Classé       | 1962  |      |
| Wandvertäfelung                                     | Holz, erste Hälfte des 18. Jahrhunderts; aus der Kirche                                 | im Pfarrhaus (Lage)                   | PM21002178    | Classé       | 1960  |      |